# Ronde van Italië 2014/Zevende etappe
De zevende etappe van de Ronde van Italië 2014 werd op 16 mei verreden. Het peloton begon in Frosinone aan een vlakke rit van 211 kilometer die in Foligno eindigde.

## Verloop
Daags nadat de chaotisch verlopen zesde etappe zijn tol geëist had, werd de vrij vlakke rit gekleurd door een vroege vlucht van Björn Thurau, Nicola Boem, Nathan Haas, Winner Anacona en Robinson Chalapud. Het vijftal leek uit de greep van het peloton te blijven, want na ruim zes minuten voorsprong te hebben genoten, bedroeg de marge op vijftien kilometer van de streep nog ruim twee minuten. Uiteindelijk moesten de vijf toch de tol betalen voor hun inspanningen en op drie kilometer van de finish was de hergroepering een feit.
In de sprint leek Luka Mezgec kansrijk, maar de Sloveen van Giant-Shimano kon het werk van zijn ploeg niet afmaken. Hij kwam te vroeg op kop te zitten en werd uiteindelijk derde achter Nacer Bouhanni en de Italiaan Giacomo Nizzolo. De Australiër Michael Matthews kwam in de roze trui als vierde over de streep.

## Uitslag
| Frosinone - Foligno (211 km) |                    |                     |          |
| Plaats                       | Naam               | Ploeg               | Tijd     |
| Winnaar                      | Nacer Bouhanni     | FDJ.fr              | 5u16'05" |
| 2                            | Giacomo Nizzolo    | Trek Factory Racing | z.t.     |
| 3                            | Luka Mezgec        | Giant Shimano       | z.t.     |
| 4                            | Michael Matthews   | Orica-GreenEDGE     | z.t.     |
| 5                            | Roberto Ferrari    | Lampre-Merida       | z.t.     |
| 6                            | Tyler Farrar       | Garmin Sharp        | z.t.     |
| 7                            | Enrico Battaglin   | Bardiani CSF        | z.t.     |
| 8                            | Boy van Poppel     | Trek Factory Racing | z.t.     |
| 9                            | Ivan Rovny         | Tinkoff-Saxo        | z.t.     |
| 10                           | Elia Viviani       | Cannondale          | z.t.     |
|                              |                    |                     |          |
| 11                           | Tosh Van der Sande | Lotto-Belisol       | z.t.     |

## Klassementen
| Algemeen klassement |                  |                         |           |
| Plaats              | Naam             | Ploeg                   | Tijd      |
| Roze trui           | Michael Matthews | Orica-GreenEDGE         | 29u34'19" |
| 2                   | Cadel Evans      | BMC Racing Team         | +21"      |
| 3                   | Rigoberto Urán   | Omega Pharma-Quick-Step | +1'18"    |
| 4                   | Rafał Majka      | Tinkoff-Saxo            | +1'25"    |
| 5                   | Steve Morabito   | BMC Racing Team         | z.t.      |
| 6                   | Matteo Rabottini | Neri Sottoli            | z.t.      |
| 7                   | Ivan Santaromita | Orica-GreenEDGE         | +1'47"    |
| 8                   | Fabio Aru        | Astana Pro Team         | +1'51"    |
| 9                   | Tim Wellens      | Lotto-Belisol           | +1'52"    |
| 10                  | Ivan Basso       | Cannondale              | +2'06"    |
|                     |                  |                         |           |
| 12                  | Wilco Kelderman  | Belkin Pro Cycling      | +2'11"    |

| Puntenklassement |                 |                     |        |
| Plaats           | Naam            | Ploeg               | Punten |
| Rode trui        | Nacer Bouhanni  | FDJ.fr              | 166    |
| 2                | Giacomo Nizzolo | Trek Factory Racing | 150    |
| 3                | Elia Viviani    | Cannondale          | 139    |
|                  |                 |                     |        |
| 12               | Tom Veelers     | Giant-Shimano       | 34     |
| 18               | Kenny Dehaes    | Lotto-Belisol       | 28     |

| Bergklassment |                    |                    |        |
| Plaats        | Naam               | Ploeg              | Punten |
| Blauwe trui   | Michael Matthews   | Orica-GreenEDGE    | 14     |
| 2             | Maarten Tjallingii | Belkin Pro Cycling | 12     |
| 3             | Robinson Chalapud  | Team Colombia      | 9      |
|               |                    |                    |        |
| 5             | Tim Wellens        | Lotto-Belisol      | 9      |

| Jongerenklassement |                  |                    |           |
| Plaats             | Naam             | Ploeg              | Tijd      |
| Witte trui         | Michael Matthews | Orica-GreenEDGE    | 29u34'19" |
| 2                  | Rafał Majka      | Tinkoff-Saxo       | +1'25"    |
| 3                  | Fabio Aru        | Astana Pro Team    | +1'51"    |
|                    |                  |                    |           |
| 4                  | Tim Wellens      | Lotto-Belisol      | +1'52"    |
| 6                  | Wilco Kelderman  | Belkin Pro Cycling | +2'11"    |

| Ploegenklassement |                         |           |
| Plaats            | Ploeg                   | Tijd      |
|                   | BMC Racing Team         | 87u57'38" |
| 2                 | Tinkoff-Saxo            | +1'01"    |
| 3                 | AG2R La Mondiale        | +1'35"    |
|                   |                         |           |
| 4                 | Omega Pharma-Quick-Step | +2'06"    |
| 14                | Giant-Shimano           | +11'07"   |

1e etappe ·
2e etappe ·
3e etappe ·
4e etappe ·
5e etappe ·
6e etappe ·
7e etappe ·
8e etappe ·
9e etappe ·
10e etappe ·
11e etappe ·
12e etappe ·
13e etappe ·
14e etappe ·
15e etappe ·
16e etappe ·
17e etappe ·
18e etappe ·
19e etappe ·
20e etappe ·
21e etappe
Startlijst · Eindstanden · Afbeeldingen